# Bais Yaakov
Bais Yaakov (in ebraico בית יעקב‎?, scritto anche Beit Yaakov, Beth Jacob, o Beis Yaakov - letteralmente "Casa [di] Giacobbe") è il termine comunemente usato per le scuole elementari e scuole secondarie femminili a tempo pieno dell'Ebraismo ortodosso in tutto il mondo, con impostazione religiosa.
Il nome proviene da un versetto di Esodo 19:3, in cui il termine "casa di Giacobbe" è tradizionalmente interpretato dall'Ebraismo quale riferimento al segmento femminile della nazione ebraica.